# Campionati norvegesi di sci alpino 2017
I Campionati norvegesi di sci alpino 2017 si sono svolti a Narvik dal 27 marzo al 2 aprile. Il programma ha incluso gare di discesa libera, supergigante, slalom gigante, slalom speciale e combinata, tutte sia maschili sia femminili.
Trattandosi di competizioni valide anche ai fini del punteggio FIS, vi hanno partecipato anche sciatori di altre federazioni, senza che questo consentisse loro di concorrere al titolo nazionale norvegese. 

## Risultati

### Uomini

#### Discesa libera
| Pos. | Atleta                  | Nazione   | Tempo   |
| ---- | ----------------------- | --------- | ------- |
| 1    | Aleksander Aamodt Kilde | Norvegia  | 1:19,24 |
| 2    | Stian Saugestad         | Norvegia  | 1:19,34 |
| 3    | Christoffer Faarup      | Danimarca | 1:20,30 |
| 4    | Tomas Markegård         | Norvegia  | 1:20,50 |
| 5    | Bjørnar Neteland        | Norvegia  | 1:20,54 |
| 6    | Rasmus Windingstad      | Norvegia  | 1:20,55 |
| 7    | Ola Einbu Baugerød      | Norvegia  | 1:20,58 |
| 8    | Joachim Jagge Lindstøl  | Norvegia  | 1:20,64 |
| 9    | Joachim Bakken Lien     | Norvegia  | 1:20,72 |
| 10   | Patrick Haugen Veisten  | Norvegia  | 1:20,82 |

Data: 31 marzo

Località: Narvik

Ore: 

Pista: 

Partenza: 841 m s.l.m.

Arrivo: 140 m s.l.m.

Dislivello: 701 m

Tracciatore: Arne Olsen

#### Supergigante
| Pos. | Atleta                  | Nazione   | Tempo   |
| ---- | ----------------------- | --------- | ------- |
| 1    | Stian Saugestad         | Norvegia  | 1:14,28 |
| 2    | Aleksander Aamodt Kilde | Norvegia  | 1:14,86 |
| 3    | Christoffer Faarup      | Danimarca | 1:15,06 |
| 4    | Tomas Markegård         | Norvegia  | 1:15,27 |
| 5    | Bjørnar Neteland        | Norvegia  | 1:15,39 |
| 6    | Henrik Røa              | Norvegia  | 1:15,49 |
| 7    | Rasmus Windingstad      | Norvegia  | 1:15,56 |
| 8    | Patrick Haugen Veisten  | Norvegia  | 1:15,90 |
| 9    | Åge Solheim             | Norvegia  | 1:15,92 |
| 10   | Joachim Bakken Lien     | Norvegia  | 1:15,95 |

Data: 30 marzo

Località: Narvik

Ore: 

Pista: 

Partenza: 660 m s.l.m.

Arrivo: 140 m s.l.m.

Dislivello: 520 m

Tracciatore: Arne Olsen

#### Slalom gigante
| Pos. | Atleta                  | Nazione  | Tempo   |
| ---- | ----------------------- | -------- | ------- |
| 1    | Leif Kristian Haugen    | Norvegia | 2:14,88 |
| 2    | Rasmus Windingstad      | Norvegia | 2:15,61 |
| 3    | Patrick Haugen Veisten  | Norvegia | 2:15,99 |
| 4    | Aleksander Aamodt Kilde | Norvegia | 2:16,32 |
| 5    | Joachim Jagge Lindstøl  | Norvegia | 2:16,75 |
| 6    | Marcus Monsen           | Norvegia | 2:16,77 |
| 7    | Åge Solheim             | Norvegia | 2:17,26 |
| 8    | Henrik Kristoffersen    | Norvegia | 2:17,34 |
| 9    | Timon Haugan            | Norvegia | 2:17,57 |
| 10   | Bjørnar Neteland        | Norvegia | 2:17,72 |

Data: 1º aprile

Località: Narvik

1ª manche:

Ore: 

Pista: 

Partenza: 498 m s.l.m.

Arrivo: 126 m s.l.m.

Dislivello: 372 m

Tracciatore: Roland Johansson

2ª manche:

Ore: 

Pista: 

Partenza: 498 m s.l.m.

Arrivo: 126 m s.l.m.

Dislivello: 372 m

Tracciatore: Hallgeir Vognild

#### Slalom speciale
| Pos. | Atleta                 | Nazione  | Tempo   |
| ---- | ---------------------- | -------- | ------- |
| 1    | Henrik Kristoffersen   | Norvegia | 1:51,72 |
| 2    | Timon Haugan           | Norvegia | 1:52,63 |
| 3    | Bjørnar Neteland       | Norvegia | 1:53,31 |
| 4    | Rasmus Windingstad     | Norvegia | 1:53,44 |
| 5    | Fabian Wilkens Solheim | Norvegia | 1:53,61 |
| 6    | Mathias Tefre          | Norvegia | 1:54,97 |
| 7    | Kristoffer Berger      | Norvegia | 1:56,84 |
| 8    | Joachim Bakken Lien    | Norvegia | 1:57,01 |
| 9    | Henrik Røa             | Norvegia | 1:57,87 |
| 10   | Atle Lie McGrath       | Norvegia | 1:58,05 |

Data: 2 aprile

Località: Narvik

1ª manche:

Ore: 

Pista: 

Partenza: 475 m s.l.m.

Arrivo: 275 m s.l.m.

Dislivello: 200 m

Tracciatore: Krister Kjølmoen

2ª manche:

Ore: 

Pista: 

Partenza: 475 m s.l.m.

Arrivo: 275 m s.l.m.

Dislivello: 200 m

Tracciatore: Johnny Davidson

#### Combinata
| Pos. | Atleta                     | Nazione   | Tempo   |
| ---- | -------------------------- | --------- | ------- |
| 1    | Rasmus Windingstad         | Norvegia  | 1:55,14 |
| 2    | Aleksander Aamodt Kilde    | Norvegia  | 1:55,28 |
| 3    | Sebastian Foss Solevåg     | Norvegia  | 1:55,34 |
| 4    | Stian Saugestad            | Norvegia  | 1:55,42 |
| 5    | Joachim Jagge Lindstøl     | Norvegia  | 1:55,46 |
| 6    | Patrick Haugen Veisten     | Norvegia  | 1:55,59 |
| 7    | Christoffer Faarup         | Danimarca | 1:55,80 |
| 8    | Olav Engelhardt Sanderberg | Norvegia  | 1:55,88 |
| 9    | Joachim Bakken Lien        | Norvegia  | 1:55,94 |
| 10   | Markus Nordgård Fossland   | Norvegia  | 1:56,00 |

Data: 29 marzo

Località: Narvik

1ª manche:

Ore: 

Pista: 

Partenza: 660 m s.l.m.

Arrivo: 140 m s.l.m.

Dislivello: 520 m

Tracciatore: Arne Olsen

2ª manche:

Ore: 

Pista: 

Partenza: 

Arrivo: 

Dislivello: 

Tracciatore: Odd Fossland

### Donne

#### Discesa libera
| Pos. | Atleta                    | Nazione    | Tempo   |
| ---- | ------------------------- | ---------- | ------- |
| 1    | Maria Therese Tviberg     | Norvegia   | 1:08,69 |
| 2    | Kristina Riis-Johannessen | Norvegia   | 1:08,91 |
| 3    | Kristin Lysdahl           | Norvegia   | 1:08,95 |
| 4    | Ragnhild Mowinckel        | Norvegia   | 1:09,28 |
| 5    | Kajsa Vickhoff Lie        | Norvegia   | 1:09,40 |
| 6    | Marte Monsen              | Norvegia   | 1:09,54 |
| 7    | Thea Louise Stjernesund   | Norvegia   | 1:10,10 |
| 8    | Soňa Moravčíková          | Slovacchia | 1:10,54 |
| 9    | Mariel Kufaas             | Norvegia   | 1:10,83 |
| 10   | Hannah Sæthereng          | Norvegia   | 1:11,00 |

Data: 31 marzo

Località: Narvik

Ore: 

Pista: 

Partenza: 660 m s.l.m.

Arrivo: 140 m s.l.m.

Dislivello: 520 m

Tracciatore: Arne Olsen

#### Supergigante
| Pos. | Atleta                    | Nazione    | Tempo   |
| ---- | ------------------------- | ---------- | ------- |
| 1    | Maria Therese Tviberg     | Norvegia   | 1:18,08 |
| 2    | Kristin Lysdahl           | Norvegia   | 1:18,59 |
| 3    | Hannah Sæthereng          | Norvegia   | 1:18,81 |
| 4    | Ragnhild Mowinckel        | Norvegia   | 1:19,20 |
| 5    | Thea Louise Stjernesund   | Norvegia   | 1:19,27 |
| 6    | Guro Hvammen              | Norvegia   | 1:20,46 |
| 7    | Fanny Cathrine Sanderberg | Norvegia   | 1:20,53 |
| 8    | Marte Monsen              | Norvegia   | 1:20,54 |
| 9    | Soňa Moravčíková          | Slovacchia | 1:20,75 |
| 10   | Mariel Kufaas             | Norvegia   | 1:20,83 |

Data: 30 marzo

Località: Narvik

Ore: 

Pista: 

Partenza: 660 m s.l.m.

Arrivo: 140 m s.l.m.

Dislivello: 520 m

Tracciatore: Arne Olsen

#### Slalom gigante
| Pos. | Atleta                    | Nazione  | Tempo   |
| ---- | ------------------------- | -------- | ------- |
| 1    | Ragnhild Mowinckel        | Norvegia | 2:12,92 |
| 2    | Kristin Lysdahl           | Norvegia | 2:13,80 |
| 3    | Nina Løseth               | Norvegia | 2:14,26 |
| 4    | Marte Monsen              | Norvegia | 2:15,19 |
| 5    | Thea Louise Stjernesund   | Norvegia | 2:16,69 |
| 6    | Maria Therese Tviberg     | Norvegia | 2:16,77 |
| 7    | Guro Hvammen              | Norvegia | 2:17,03 |
| 8    | Kristina Riis-Johannessen | Norvegia | 2:18,12 |
| 9    | Eirin Linnea Engeset      | Norvegia | 2:19,46 |
| 10   | Mariel Kufaas             | Norvegia | 2:19,48 |

Data: 1º aprile

Località: Narvik

1ª manche:

Ore: 

Pista: 

Partenza: 498 m s.l.m.

Arrivo: 126 m s.l.m.

Dislivello: 372 m

Tracciatore: Arne Olsen

2ª manche:

Ore: 

Pista: 

Partenza: 498 m s.l.m.

Arrivo: 126 m s.l.m.

Dislivello: 372 m

Tracciatore: Erik Skaslien

#### Slalom speciale
| Pos. | Atleta                    | Nazione  | Tempo   |
| ---- | ------------------------- | -------- | ------- |
| 1    | Maria Therese Tviberg     | Norvegia | 1:55,67 |
| 2    | Kristine Gjelsten Haugen  | Norvegia | 1:56,88 |
| 3    | Marte Berg Edseth         | Norvegia | 1:57,84 |
| 4    | Eirin Linnea Engeset      | Norvegia | 1:58,10 |
| 5    | Thea Louise Stjernesund   | Norvegia | 1:58,13 |
| 6    | Fanny Cathrine Sanderberg | Norvegia | 1:58,80 |
| 7    | Andrine Mårstøl           | Norvegia | 2:00,01 |
| 8    | Rikke Gasmann-Brott       | Norvegia | 2:00,24 |
| 9    | Martine Fosmo Nyberg      | Norvegia | 2:02,02 |
| 10   | Hannah Sæthereng          | Norvegia | 2:03,31 |

Data: 2 aprile

Località: Narvik

1ª manche:

Ore: 

Pista: 

Partenza: 475 m s.l.m.

Arrivo: 275 m s.l.m.

Dislivello: 200 m

Tracciatore: Krister Kjølmoen

2ª manche:

Ore: 

Pista: 

Partenza: 475 m s.l.m.

Arrivo: 275 m s.l.m.

Dislivello: 200 m

Tracciatore: Tim Gfeller

#### Combinata
| Pos. | Atleta                    | Nazione    | Tempo   |
| ---- | ------------------------- | ---------- | ------- |
| 1    | Kristin Lysdahl           | Norvegia   | 1:57,75 |
| 2    | Marte Monsen              | Norvegia   | 1:58,75 |
| 3    | Thea Louise Stjernesund   | Norvegia   | 1:59,27 |
| 4    | Ragnhild Mowinckel        | Norvegia   | 1:59,34 |
| 5    | Maria Therese Tviberg     | Norvegia   | 1:59,56 |
| 6    | Kajsa Vickhoff Lie        | Norvegia   | 1:59,95 |
| 7    | Hannah Sæthereng          | Norvegia   | 2:00,97 |
| 8    | Fanny Cathrine Sanderberg | Norvegia   | 2:01,12 |
| 9    | Mariel Kufaas             | Norvegia   | 2:02,62 |
| 10   | Soňa Moravčíková          | Slovacchia | 2:03,53 |

Data: 29 marzo

Località: Narvik

1ª manche:

Ore: 

Pista: 

Partenza: 660 m s.l.m.

Arrivo: 140 m s.l.m.

Dislivello: 520 m

Tracciatore: Arne Olsen

2ª manche:

Ore: 

Pista: 

Partenza: 

Arrivo: 

Dislivello: 

Tracciatore: Odd Fossland